# Carlos Alberto Gonçalves da Cruz
Carlos Alberto Gonçalves da Cruz (nacido en 1944) es un herpetólogo brasileño. Trabaja en el Museo Nacional de Río de Janeiro.

## Taxones nombrados en honor a Cruz
Craugastor cruzi (McCranie, Savage y Wilson, 1989)
Hyla cruzi (Pombal & Bastos, 1998)
Chiasmocleis crucis (Caramaschi y Pimenta, 2003) 

## Taxones  descritos
- Chiasmocleis alagoanus
- Chiasmocleis atlantica
- Chiasmocleis capixaba
- Chiasmocleis jimi
- Chiasmocleis mehelyi
- Hyla arildae
- Hyla buriti
- Hyla callipygia
- Hyla cavicola
- Hyla ericae
- Hyla fluminea
- Hyla gouveai
- Hyla ibirapitanga
- Hyla leucopygia
- Hyla phaeopleura
- Hyla pseudomeridiana
- Hyla sibilata
- Hyla stenocephala
- Hyla weygoldti
- Hylomantis granulosa
- Melanophryniscus simplex
- Melanophryniscus spectabilis
- Phasmahyla exilis
- Phrynohyas lepida
- Phrynomedusa bokermanni
- Phrynomedusa marginata
- Phrynomedusa vanzolinii
- Phyllodytes brevirostris
- Phyllodytes kautskyi
- Plectrohyla chrysopleura
- Proceratophrys phyllostomus
- Proceratophrys subguttata
- Pseudis tocantins
- Scinax agilis